# ザグウェ朝

ザグウェ朝
ዛጔ ሥርወ መንግስት

ザグウェ朝と周辺の国家

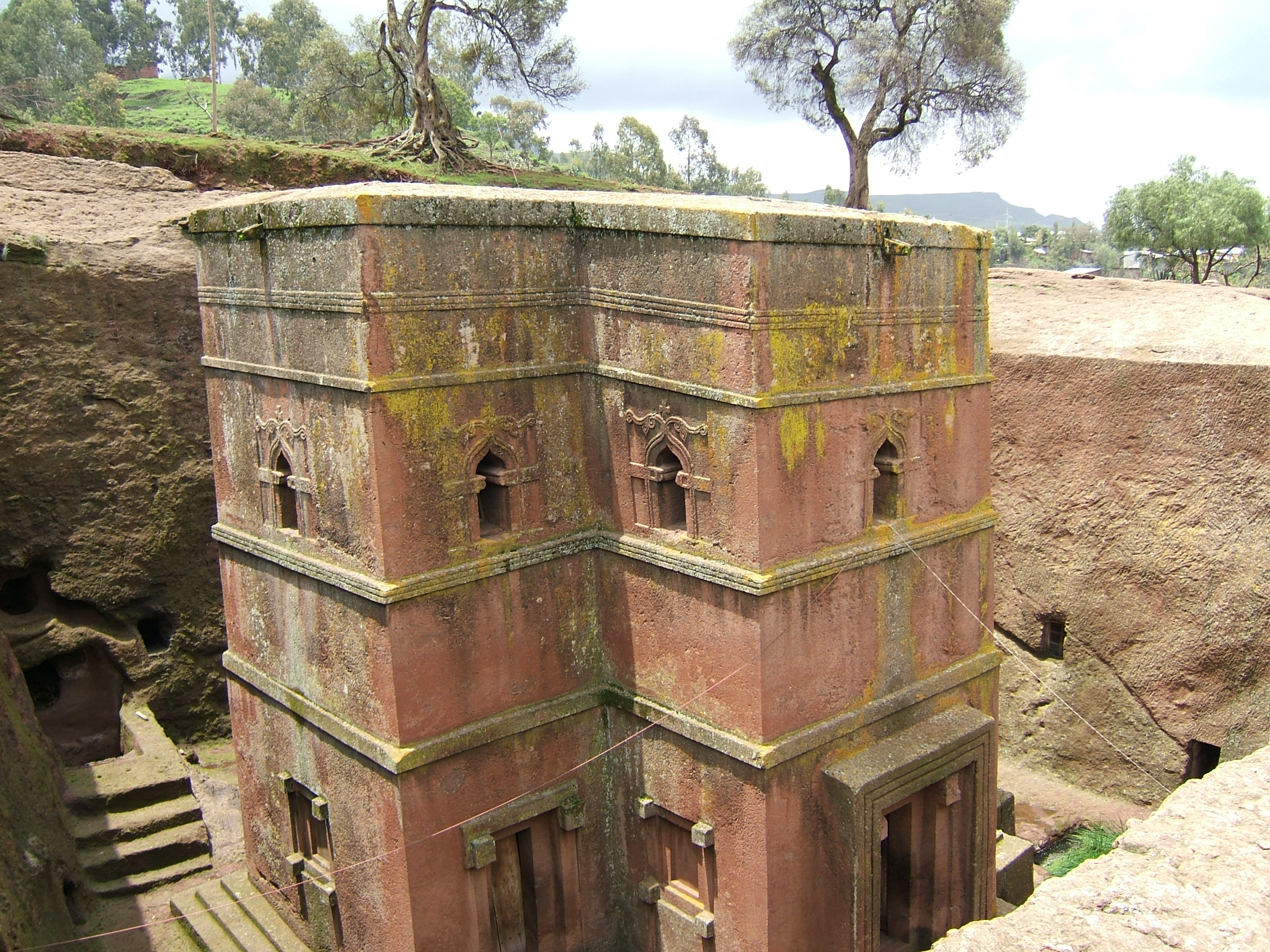
ラリベラの石造りの教会

ザグウェ朝(Zagwe dynasty)は、今日のエチオピアにあった歴史上の王国である。900年頃から1270年、最後の王ザ＝イルマクヌン（Za-Ilmaknun）がイクノ・アムラクの軍との戦争で殺されるまで広い領土を治めた。王朝の名前は、アガウ族が支配階級であったことから、ゲエズ語で「アガウ族の王朝」という意味のZe-Agawから来たと考えられている。ザグヴェ朝の最も有名な王は、ラリベラに石造りの教会を作ったことで知られるゲブレ・マスケル・ラリベラである。
デイヴィッド・バクストン(David Buxton)は、ザグウェ王の直接の支配下にあった領域は、「恐らく現在のエチオピアの高地とティグレ州全域から、南方はWaag、Lasta、Damot、西方はタナ湖まで広がっていた」と述べている。後のエチオピアの支配者の慣習と異なり、タディセ・タムラト(Taddesse Tamrat)は、ザグウェ朝の下での世襲は、アガウ族の相続法に基づき、兄弟を継ぐものであったと主張している。

## 歴史

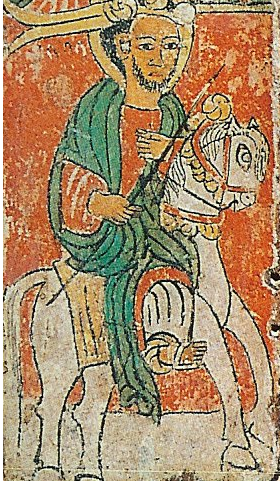
ゲブレ・マスケル・ラリベラを描いた15世紀のイコン

960年頃、女王グディトは、アクスム王国の遺跡を破壊し、権力の中心をより南に移動した。その後40年間、彼女は王国の残りの部分を支配し、子孫に王位を引き継いだ。エチオピアの別の伝承によると、彼女の王朝の最後は、1137年にマラ・テクレ・ハイマノートによって打倒された。彼は、アクスム王国の最後の王ディル＝ニードの娘と結婚し、エチオピアの支配をアガウ族の手に取り戻した。
ザグウェ朝の時代は、今でも謎に包まれており、歴代の王の数にさえ議論がある。Paris ChronicleやBruce 88, 91, 93の文書のようないくつかの文献は、354年間で11人の王の名前を記録しているが、ペドロ・パエスやマヌエル・ド・アルメイダの著書等では、143年間にわずか5人としている。Paul B. Henzeは、16人の王の名前を記録する少なくとも1つの文献があると報告している。
Carlo Conti Rossiniによると、王朝の期間はもっと短かった可能性が高い。彼は、1150年の少し前に、アレクサンドリア総主教ジョン5世が無記名のエチオピアの支配者から受け取った、主教(abuna)が高齢なため交代を求める内容の手紙は、新しい王朝を承認しない主教の交代を望んでいたマラ・テクレ・ハイマノートからのものであったと主張する。
ザグウェ朝の謎は、もしかするとイクノ・アムラクの下で復活したソロモン朝に取って代わられた頃が最も深かったかもしれない。ザグウェ朝の最後の王の名前は失われており、残された年代記や口承は、彼の名を明らかな偽名である「ザ＝イルマクヌン」と伝えている（タディセ・タムラトは、これを「未知の隠された者」と翻訳する）。これは、彼の治世の直後、ソロモン朝の王により、ダムナティオ・メモリアエが行われたためである。タディセ・タムラトは、この最後の王は、実際はヤットバラクであったと考えている。ザグウェ朝は、ディル＝ニードの正統な後継者を自称するイクノ・アムラクがザグウェ朝最後の王を追放し、GayntのSt. Qirqos教会で殺害したことで終わりを告げた。
エチオピア帝国皇帝の ギヨルギス2世（位1868年 - 1871年）は自身をザグウェ朝の子孫と称する。